# Orest Jarh
Orest Jarh, slovenski fizik, * 17. maj 1958, Slovenj Gradec.
Po končani gimnaziji v Celju je študiral fiziko na Fakulteti za matematiko in fiziko v Ljubljani, kjer je nadaljeval podiplomski študij smeri Fizika trdne snovi in ga končal z zagovorom magistrskega dela v letu 1991. Doktorski študij je nadaljeval na Medicinski fakulteti v Ljubljani in leta 1998 uspešno zagovarjal doktorsko disertacijo s področja medicinske fizike.
Službeno pot je pričel kot profesor fizike na Srednji tehnični in naravoslovni šoli v Celju in nadaljeval kot mladi raziskovalec na Inštitutu »Jožef Stefan« v Ljubljani. Osnovni področji njegovega dela v tem času sta bili eksperimentalna fizika trdne snovi in medicinska fizika. 
Po krajšem obdobju na mestu svetovalca direktorja Agencije za radioaktivne odpadke se je leta 1996 zaposlil v Tehniškem muzeju Slovenije kot kustos - vodja elektro oddelka. Prvi projekt, razstava »Ukročena elektrika« o življenju in delu Nikole Tesle z demonstracijami, še danes pomeni eno glavnih privlačnosti muzeja. V oktobru 1998 je bil izbran za direktorja muzeja in to funkcijo opravljal do oktobra 2014. 
Jarh je bil štiri leta predsednik Skupnosti muzejev, od leta 2003 pa je predsednik Srednjeevropskega združenja tehniških muzejev MUT. Je tudi blagajnik CIMUSET, mednarodnega komiteja za muzeje znanosti in tehnike pri mednarodnem muzejskem svetu ICOM ter član izvršnega odbora slovenskega odbora ICOM.
Jarh se že več kot desetletje aktivno ukvarja s popularizacijo znanosti in še posebej fizike. Redno sodeluje z revijo GEA, kjer objavlja poljudnoznanstvene prispevke in je tudi član časopisnega sveta, pripravlja predavanja na različne poljudnoznanstvene teme v Tehniškem muzeju ter sodeluje na drugih prireditvah. V lanskem letu je prejel priznanje Slovenske znanstvene fundacije za prispevek na Slovenskem festivalu znanosti. Sodeloval je pri organizaciji prireditev ob svetovnem letu fizike 2005, že več let pa vodi Dneve elektrotehnike in Dneve fizike v TMS v Bistri.